# Jean-Marie Fadier

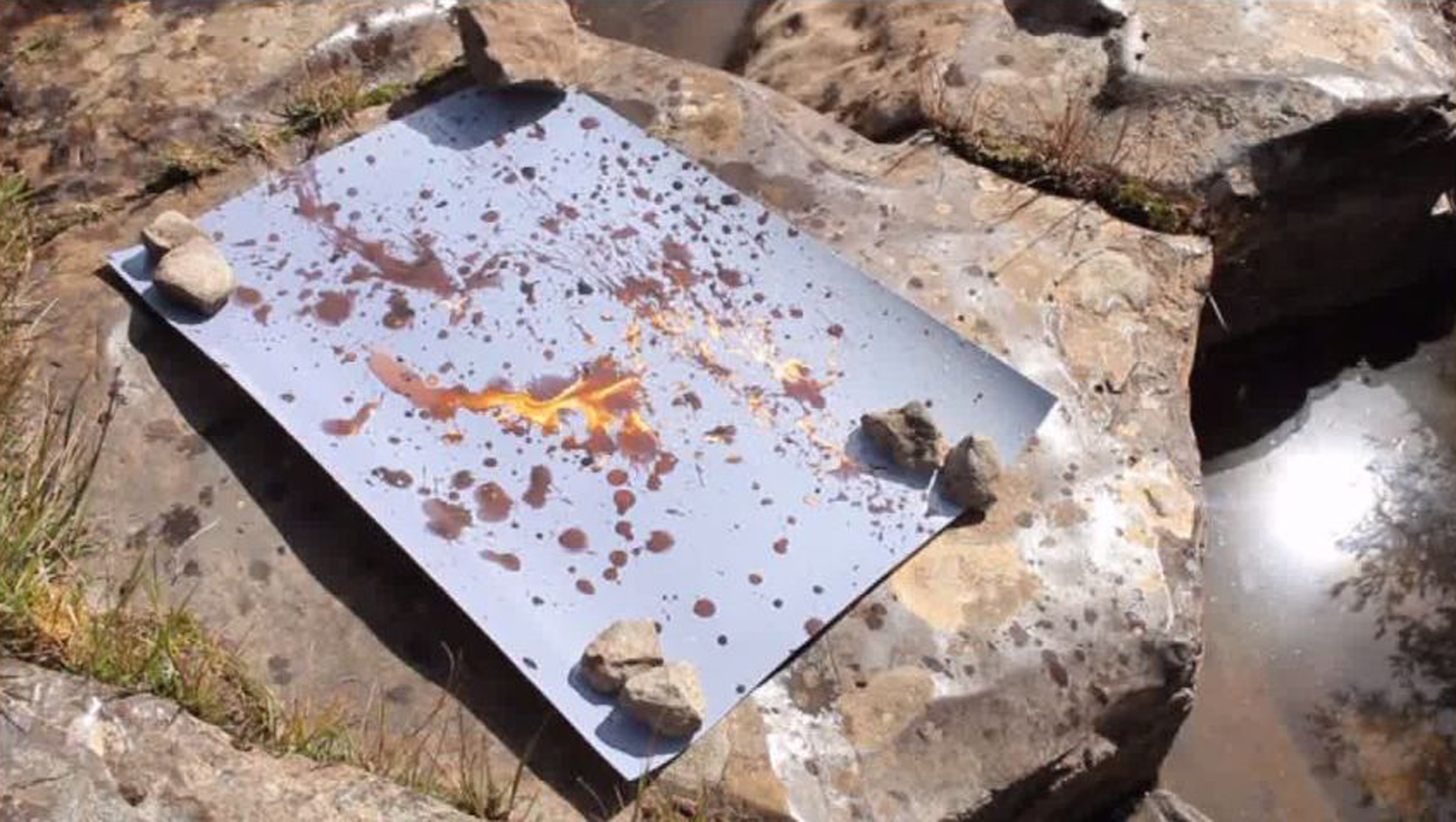
Argentype créé pour le film "les argentypes de Jean-Marie Fadier

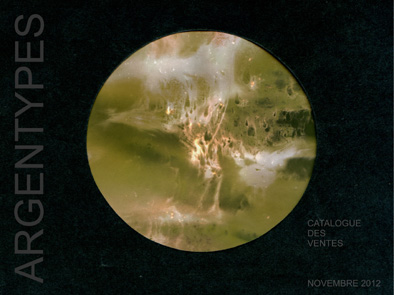
Détail d'un argentype

Jean-Marie Fadier, né à Paris le 7 septembre 1958, est un photographe et plasticien français. Il vit et travaille à Paris.

## Biographie
Dès le début des années 1990, Jean-Marie Fadier revisite les procédés argentiques traditionnels de la photographie. Ses expérimentations picturales mettent en évidence la subtilité des interactions des composants physiques constitutifs de la technique de la photographie.
Ses recherches donnent naissance aux séries Réminiscence et Pourrissement.
En 1995, avec la série Argentype apparaissent ses premiers photogrammes sans référent. C'est cette nouvelle problématique de l'image qui fait l'originalité de son œuvre. De cette technique naissent des formes que l'artiste nomme « paysages mentaux ».

## Expositions
- 11 février - 26 mars 2011 : Les argentypes de Jean-Marie Fadier, Galerie d'art contemporain, Chamalières[3].